# Final Fantasy (franquicia)
Final Fantasy (ファイナルファンタジー Fainaru Fantajī?) es una franquicia de medios creada por Hironobu Sakaguchi y desarrollada, distribuida y propiedad de Square Enix (antes conocida como Squaresoft). La franquicia se centra en una serie de fantasía y ciencia ficción de videojuegos RPG.
La serie comenzó en 1987 con el videojuego homónimo, desarrollado por Hironobu Sakaguchi como último intento en su carrera; de ahí el título: Final Fantasy (en español, Fantasía Final). El juego fue todo un éxito y permitió el desarrollo de numerosas secuelas y spin-offs. La serie de videojuegos se ha ido adaptando a otros géneros, como los RPG tácticos, RPG de acción, MMORPG, musicales y carreras. Desde entonces la serie se ha extendido a otros medios, incluyendo películas animadas, anime, medios de comunicación impresos, entre otros.
Aunque la mayoría de las entregas de la serie son historias propias con diferentes personajes y escenarios, existen ciertos temas recurrentes que definen a la franquicia. Algunos de estos temas incluyen elementos argumentales, nombres de personajes y mecánicas de jugabilidad. La trama normalmente constituye en un grupo de héroes, normalmente jóvenes, que luchan contra un mal mayor, mientras enfrentan ciertos problemas personales y se exploran sus personalidades y relaciones con otros personajes. Comúnmente los nombres de personajes y escenarios provienen de diferentes nombres de lenguajes, culturas y mitologías alrededor del mundo, así como más recientemente de la cultura popular.
La serie ha sido exitosa comercialmente y críticamente, es la mejor franquicia de Square Enix de ventas de videojuegos, con más de 320 millones de unidades vendidas, y una de las más vendidas franquicias de videojuegos. Fue galardonado con una estrella en el Paseo de videojuegos en 2006, y cuenta con siete récords Guinness en la edición del Guinness World Records Gamer 2008. La serie es bien conocida por su innovación, imágenes y música, como la inclusión de vídeos de movimiento completo, modelos de personajes y de realismo fotográfico, y la música orquestada por Nobuo Uematsu Final Fantasy ha sido una fuerza impulsora en la industria de los videojuegos, y la serie ha afectado a las prácticas comerciales de Square Enix y sus relaciones con otros desarrolladores de videojuegos. También ha introducido muchas características comunes ahora en los juegos de rol de vídeo y ha sido acreditado con ayudar a popularizar los juegos de rol basados en consolas en los mercados fuera de Japón.
Es la tercera franquicia de videojuegos más larga de la historia, tan sólo superada por Mega Man y Super Mario Bros.

Hizo su primera aparición en el sistema de Nintendo Famicom System, o en la versión americana Nintendo Entertainment System (NES)
Después del éxito del primer juego, Square comenzó rápidamente el trabajo sobre una secuela, Final Fantasy II, la cual ofreció personajes y escenarios completamente diferentes, pero con un contexto y temáticas similares a su precursor. Esta tendencia ha continuado en las siguientes entregas de la serie, introduciendo un mundo nuevo, y un nuevo sistema de juego con cada edición de Final Fantasy. Muchos elementos y temas se repetirían a través de la serie, pero no habría ninguna secuela directa hasta el lanzamiento de Final Fantasy X-2, en 2003 (sin embargo, después de la fusión con Enix han llegado a ser cada vez más frecuentes las auténticas secuelas del juego). De alguna manera, la serie de Final Fantasy ha sido un escaparate creativo para los desarrolladores de Square, y muchos elementos introducidos originalmente en la serie han logrado incorporarse en otros títulos de la empresa, más notablemente en otras licencias importantes, como Kingdom Hearts, SaGa y Seiken Densetsu.

## Origen del nombre
En 1986, Square se encontraba al borde de la bancarrota. Aproximadamente al mismo tiempo, el diseñador Hironobu Sakaguchi comenzó un ambicioso trabajo sobre un nuevo juego RPG de fantasía y aventuras para el Famicom, inspirado en parte por el popular juego de Enix, Dragon Quest (conocido en Estados Unidos como Dragon Warrior). Sakaguchi tenía el plan de retirarse después de la terminación del proyecto si su trabajo fracasaba, así que lo denominó Final Fantasy (aunque más tarde él mismo confirmó que el primer nombre para el juego era el de "Fighting Fantasy" pero al ya pertenecer este a un juego de mesa entre otros productos del mismo nombre fue cambiado por "Fantasía final" en inglés. Final Fantasy resultó estar lejos de ser el último videojuego de Squaresoft o de Sakaguchi. Final Fantasy revirtió la desfortuna de Square y se convirtió en la franquicia principal de la empresa.

## Elementos comunes
La mayoría de los nombres en la serie están basados en diferentes culturas y mitologías del mundo, por ejemplo las espadas Excalibur y Masamune- derivadas de la leyenda Arturiana y el famoso herrero de espadas, Masamune y lugares como Midgar y Nifelheim, provenientes de la mitología Nórdica.
Entre la Serie nombres de hechizos como Sanctus, Meteo, Fulgor y Artema son elementos recurrentes, no solo en el sistema de juego sino también como parte importante de la historia (un ejemplo Final Fantasy VII donde Holy y Meteor forman una parte muy importante de la trama principal).
Desde Final Fantasy IV, los títulos de la serie principal han adoptado la misma tipografía y estilo de logo diseñado por Yoshitaka Amano. Este logo suele representar algún personaje, objeto o evento del argumento de relevancia para el juego. Los diferentes remakes y conversiones que se han realizado de los juegos anteriores han reemplazado los antiguos logos por nuevas versiones diseñadas por Amano.

## Trama y Temáticas
El conflicto principal de Final Fantasy recae en un grupo de personajes luchando contra un mal originado por un antagonista que domina o quiere dominar el mundo. En las primeras entregas, los héroes están destinados a salvar el mundo como parte de una profecía, posteriormente se unen por diferentes motivos, usualmente provocados por el antagonista de turno o principal, dando lugar al planteamiento de escenarios donde luchan junto a una nación o territorio en rebelión como hacen el grupo eco-terrorista A.V.A.L.A.N.C.H.A. en Final Fantasy VII. Existe una tradición en la serie con la utilización de 2 villanos; usualmente, el primer villano no termina siendo el antagonista final, sino otro personaje que le servía al primer villano o, incluso, un personaje anteriormente secundario que traiciona a los héroes.
Las historias se enfatizan principalmente en los problemas internos de los personajes principales (incluso algunos villanos), sus pasiones, relaciones con otros personajes, temas como la amistad, la rivalidad y el amor. También son muy habituales la concurrencia del fin del mundo, a veces llevadas por el desarrollo de la dicotomía del avance tecnológico frente a la destrucción de la naturaleza, haciendo uso de la hipótesis Gaia.
Asimismo, Uno de los elementos más presentes en la serie de Final Fantasy son los Cristales, los cuales forman una parte muy importante de las historias y escenarios, principalmente de las primeras entregas. Usualmente los cristales forman parte de la fuerza vital del planeta y son poseedores de una poderosa magia, los cuales permiten que los humanos puedan utilizar poderes. Diversos antagonistas a lo largo de la serie han intentado tomar el poder de los cristales para dominar el mundo.

## Personajes recurrentes
Aunque en las entregas principales de la serie Final Fantasy cambien los escenarios, ciertos arquetipos de personajes prevalecen. El personaje más recurrente de Final Fantasy y uno de sus elementos más icónicos es un personaje llamado Cid. Aunque el papel de estos personajes varíe, usualmente los unen ciertos elementos, por ejemplo todos los Cid son personajes más adultos y sabios, principalmente son científicos o ingenieros, normalmente encargados de construir los medios de transporte del juego (como dirigibles).
Otros personajes como Biggs y Wedge (cuyos nombres provienen de personajes secundarios de Star Wars) aparecen en diferentes juegos como personajes terciarios.
Los Chocobos y Moogles son personajes que se han convertido en las mascotas de Final Fantasy, incluso se podría decir que son las mascotas de la compañía Square Enix, junto con los Slimes de Dragon Quest (por parte de Enix).
Los chocobos son aves grandes usualmente de color amarillo que sirven como medio de transporte terrestre y los Moogles son criaturas blancas de apariencia similar a un oso de peluche blanco con alas de murciélago y una antena en su cabeza que termina en una pelota roja o un cristal rojo.

## Diseño
Desde el primer juego de Final Fantasy hasta Final Fantasy VI, el diseño artístico, incluyendo el trabajo de diseño de monstruos y personajes, fue manejado por el renombrado artista japonés Yoshitaka Amano. Después de la salida de Amano, lo sustituyeron por Tetsuya Nomura, quien continuó trabajando en la saga hasta Final Fantasy X, a excepción de Final Fantasy IX, donde el diseño de los personajes fue manejado por Shukou Murase, Toshiyuki Itahana y Shin Nagasawa. Akihiko Yoshida, quien ejerció como diseñador de personajes para Final Fantasy Tactics, así como para Vagrant Story y el exitoso Final Fantasy XII.
En octubre de 2003, Kazushige Nojima, el principal escritor de escenarios de la saga, renunció a Square Enix para crear su propia empresa, Stellavista. Él escribió parcial o totalmente las historias para Final Fantasy VII, Final Fantasy VIII, Final Fantasy IX, Final Fantasy X, y Final Fantasy X-2. Square Enix continuó encargando el desarrollo de la historia y escenarios a Nojima y Stellavista.

## Música

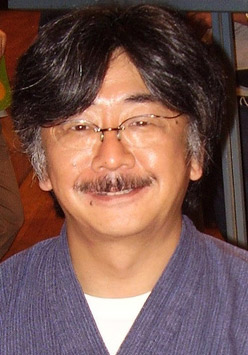
Nobuo Uematsu, compositor de gran parte de las bandas sonoras de Final Fantasy

Nobuo Uematsu fue el principal compositor de la música de la serie Final Fantasy hasta su dimisión de Square Enix en noviembre de 2004. Su música ha jugado una gran parte en el renombre de la franquicia Final Fantasy. Uno de los temas más reconocidos de Uematsu es One Winged Angel, tema utilizado en la batalla contra Sephiroth, antagonista de Final Fantasy VII y también usado en el juego Crisis Core y la película Advent Children. En las Olimpiadas de Verano 2004, el dúo estadounidense de natación sincronizada compuesto por Alison Bartosik y Ana Kozlova ganaron la medalla de bronce por su ejecución acompañada con música de Final Fantasy VIII. Uematsu también estuvo implicado con el grupo de rock Black Mages, con quienes ha lanzado tres álbumes con melodías de Final Fantasy. Otros compositores que han contribuido a la saga incluyen a Masashi Hamauzu y Junya Nakano.
A la fecha de 2004 ha habido ya dos exitosas funciones de conciertos Final Fantasy en Japón. Las bandas sonoras la música finales de Final Fantasy también son cada vez más populares entre los fanáticos occidentales e incluso ha sido interpretada por la orquesta sinfónica de Londres. El 17 de noviembre de 2003, Square Enix U.S.A. lanzó una emisora de radio de América Online dedicada a la música de la saga Final Fantasy, inicialmente reproduciendo pistas completas de Final Fantasy XI además de algunas muestras de Final Fantasy VII a Final Fantasy X. Muchos sitios web de videojuegos y archivos MIDI ofrecen piezas musicales de Final Fantasy.
La música de Final Fantasy fue interpretada por primera vez fuera de Japón como parte de una serie sinfónica de conciertos de música de videojuegos en Alemania. Sin embargo, debido a una demanda abrumadora, y al gran éxito del primer concierto de Final Fantasy realizado por la orquesta filarmónica de Los Ángeles en el salón de conciertos Walt Disney el 10 de mayo de 2005, se estableció una gira llamada Dear Friends: Music From Final Fantasy (Queridos Amigos: Música de Final Fantasy), comenzando en febrero de 2005. Las bandas sonoras de Final Fantasy también se han incorporado al catálogo de música de iTunes.
Mientras que la música en los juegos ofrece una amplia variedad, hay algunos temas reutilizados con frecuencia. Los juegos a menudo se abren con una pieza llamada Preludio, que realmente está basada en uno de los preludios de Bach. Consiste un simple tema de arpegio en los primeros juegos, con la incorporación de nuevas melodías en los juegos más recientes.
Las secuencias de batalla que terminan en la victoria para el jugador en los primeros diez títulos de la saga fueron acompañadas por una fanfarria victoriosa (victory fanfare) que utilizó la misma secuencia de nueve notas, y ésta se ha convertido en uno de los temas musicales más reconocidos referentes a la saga Final Fantasy. Cabe destacar que Final Fantasy X-2 rompió esa tradición de la fanfarria victoriosa siendo otra y coincidiendo con la dimisión de Nobuo Uematsu. Más adelante en Final Fantasy XII se volvió a utilizar esa canción. Otros sonidos memorables incluyen el tema de los Chocobos, el tema Moogle, y un pedazo llamado originalmente "Ahead On Our Way" ('Hacia adelante en nuestro camino') en Final Fantasy I, que de hecho era el tema de apertura y en la actualidad es usado durante los créditos finales del juego y denominado como "Prólogo". Hace poco su nombre ha vuelto a ser modificado, llamándose "Final Fantasy".
También es importante mencionar dentro de la música la participación de afamados músicos japoneses como Koda Kumi con su tema Real Emotions (Emociones Reales) en la apertura del Final Fantasy X-2 y Camui Gackt con su tema Redemption (Redención) en la apertura del Final Fantasy Dirge Of Cerberus.

## Gráficos y tecnología

### Las generaciones de 8 bits y 16 bits

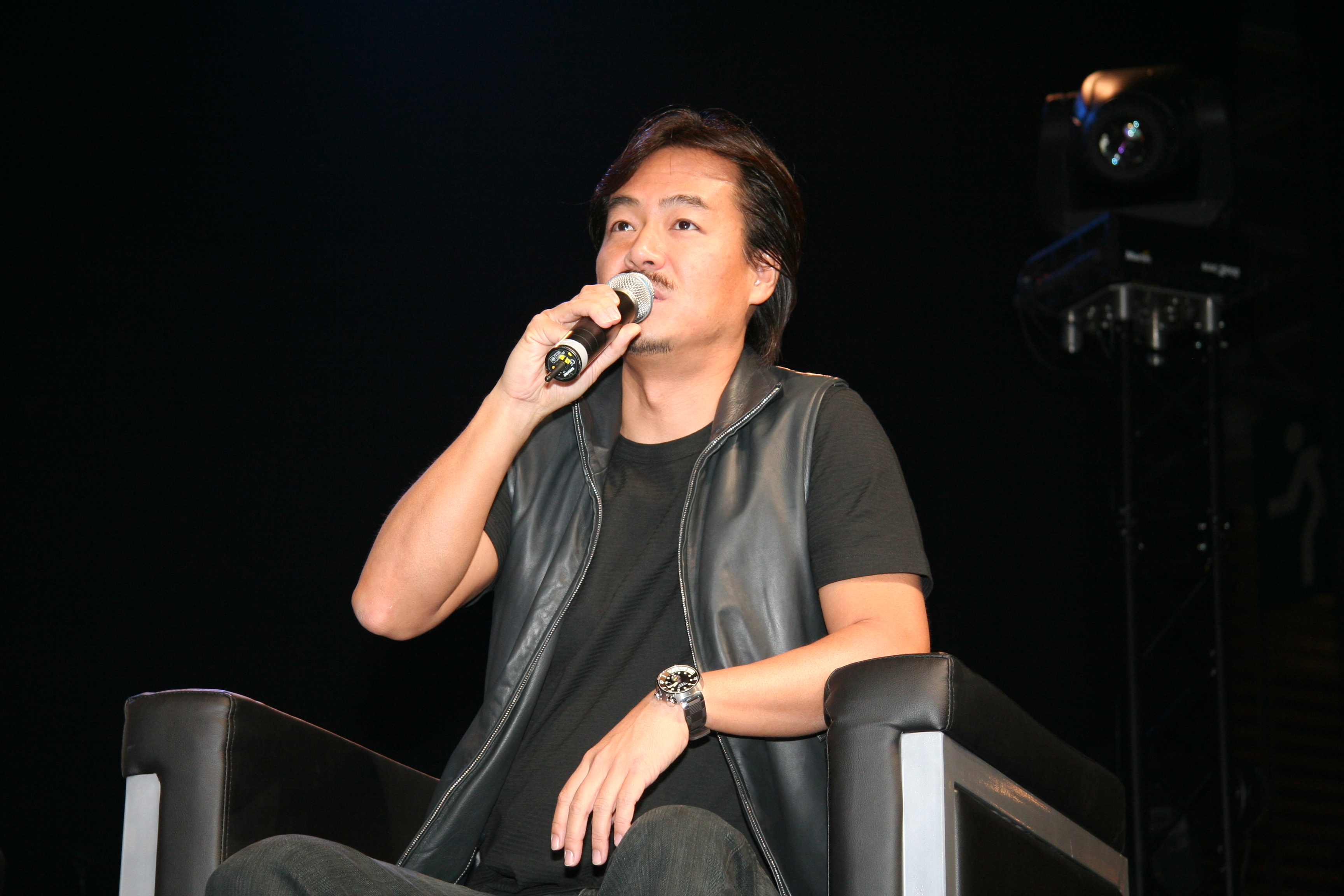
Hironobu Sakaguchi, creador de la saga Final Fantasy

Final Fantasy comenzó en la consola de Nintendo Family Computer (también conocida como "Famicom", y conocido internacionalmente como Nintendo Entertainment System) en 1986, siendo relanzado en las consolas WonderSwan, PlayStation y Game Boy Advance en los años 2000, 2003, y 2004 respectivamente.
Fue seguida por dos secuelas, Final Fantasy II (relanzado también para WonderSwan, PlayStation y Game Boy Advance a nivel mundial en los años 2000, 2003, y 2004 respectivamente) y Final Fantasy III (lanzado solamente en Japón antes del Pixel Remaster). Debido a las limitaciones de los primeros sistemas, los sprites de los personajes principales eran representados en la pantalla principal sin mucho detalle, mientras que en las pantallas de batalla, aparecerían versiones más detalladas y más completas de todos los personajes en una perspectiva de vista lateral. Esto fue mejorado en los remakes que salieron años después, sobre todo en la versión de PlayStation, la cual mejoró los gráficos, sonido, y se agregó una intro en FMV de excelente calidad. Más tarde haciéndose una adaptación completo del estilo FF IX usándose la Nintendo DS. Solo Final Fantasy III tuvo una adaptación 3D inicialmente para dicha consola.
El mismo sistema básico (excepto por el sistema ATB) fue reutilizado para las versiones de Super Famicom (conocido internacionalmente como Super Nintendo Entertainment System) en los siguientes tres juegos, Final Fantasy IV, Final Fantasy V, y Final Fantasy VI. Estos juegos utilizaron efectos y gráficos más actualizados, así como una música y un sonido de más alta calidad que los juegos anteriores, pero de alguna manera eran muy similares a sus precursores en cuanto a diseño básico. De todos los juegos de la era de 16 bits, solo Final Fantasy IV tuvo una adaptación 3D inicialmente para Nintendo DS.
El texto de las versiones japonesas de los primeros juegos de Final Fantasy fue compuesto solo por caracteres kana. Por lo tanto, gran parte del diálogo era simplemente textos agrupados, lo que lo hacía especialmente difícil de comprender para los jugadores más viejos y los extranjeros que aprendían japonés. Finalmente, en Final Fantasy V y posteriormente en nuevas versiones de los primeros cuatro juegos que salieron en otras plataformas, los juegos comenzaron a utilizar kanji. Esto continuaría evolucionando en Final Fantasy VI, y la tendencia continuaría haciendo los juegos mucho más eruditos.

### Generaciones de CD/DVD
- En 1997 se produjo el lanzamiento de Final Fantasy VII para PlayStation y no para Nintendo 64 como se creía anteriormente. Los personajes, así como los escenarios de batalla del juego, estaban realizados en 3 dimensiones, con fondos completamente prerrenderizados. Final Fantasy VII era también el primer juego de Final Fantasy en utilizar secuencias de video, parte de la razón por la que el juego utilizó tres CD-ROM. Estas FMVs se caracterizaron por mezclar en ocasiones el vídeo con los modelos de los personajes generados por el motor de la consola. El diseño de los personajes cambiaba en el caso de formar parte de la FMV, ya que aparecían con una proporción más natural, más altos y sin deformar, con un estilo propio del manga japonés.
- El spin off Final Fantasy Tactics: Fue lanzado poco después de Final Fantasy VII, utilizando de nueva cuenta sprites para representar a los personajes. Los diseñadores no vieron ninguna necesidad de utilizar por completo los gráficos en 3D ya que la interfaz era una perspectiva aérea y la acción era controlada por menús desplegables.
- A partir de Final Fantasy VIII: la saga adoptó una estética más realista, con un diseño de personajes mucho más estilizado. Algunas de las secuencias de vídeo utilizadas se basaron en una técnica en la que el vídeo se mostraba en el fondo mientras que los personajes eran polígonos en capas superiores, permitiendo así controlarlos y moverlos durante las propias secuencias de vídeo.
- Final Fantasy IX: Volvió brevemente al diseño superdeformed (cabezas y extremidades con una proporción muy superior a la normal) de los primeros juegos de la saga a modo de homenaje a toda la trayectoria de la saga hasta el momento, pero mantuvo la mayoría de las técnicas gráficas utilizadas en los dos juegos anteriores.
- Final Fantasy X: Fue el primero de la generación de las 128 bits y lanzado para PlayStation 2, haciendo uso del hardware más avanzado para renderizar ciertas secuencias en tiempo real, en lugar de mostrarlo como vídeo prerrenderizado. Además, en lugar de usar modelos en 3D moviéndose en fondos prerrenderizados, los ambientes mostrados en el juego eran completamente en 3D, dándole una vista mucho más dinámica aunque sin ofrecer una total libertad de movimiento de cámara. Gracias al enorme éxito del juego y la precaria situación de Square, se aprueba el desarrollo de la primera secuela directa de un FF, Final Fantasy X-2, que utilizó el mismo motor gráfico de Final Fantasy X, y mantuvo una estética muy similar. Incluso, cabe destacar, que a partir de esta entrega de la saga, gracias al uso de una unidad de gran almacenamiento como el DVD, se pudo incluir el doblaje de los diálogos, apareciendo por primera vez en toda la saga las voces de los personajes.
- Aprovechando el potencial de su fusión con Enix, la nueva Square Enix desarrolla un spin off de la serie principal llamado Final Fantasy: Crystal Chronicles para consola Nintendo (Gamecube). Se alejó bastante en jugabilidad y trama de lo que viene a ser un FF numerado, abandonando historias complejas, secuencias de video hechas por ordenador y las batallas por turnos, para abrir paso a la acción entre cuatro jugadores con sus GBA. Este primer Crystal Chronicles ha servido como comienzo de una saga prevista continuar en Wii y Nintendo DS, subsanando los problemas del original.
- Final Fantasy XII: También para consola PlayStation 2, salió a la venta en Japón el 16 de marzo de 2006, y en América fue el 31 de octubre de 2006. Final Fantasy XII utiliza solamente la mitad de polígonos usados en Final Fantasy X a cambio de usar texturas e iluminación más avanzadas. Esto también permite que el juego utilice una cámara de libre rotación. El sistema de juego ha variado, de modo que las batallas ya no son aleatorias y es posible reconocer a los enemigos en el territorio, haciendo posible evitar el combate. El mundo en el que se ambienta la historia es Ivalice, el mismo que el capítulo Final Fantasy Tactics. También hay otras similitudes con dicho capítulo, como la posibilidad de elegir el armamento y las habilidades de cada protagonista, que da como resultado un sistema de combate mucho más táctico que sus predecesores, aunque también los enemigos son más difíciles de abatir. La majestuosidad y minuciosidad de los escenarios lo convierten en el FF con la mejor ambientación de la generación de 128 bits.

### Generaciones de BD
- Final Fantasy XIII: Es un RPG desarrollado por Square Enix, que fue lanzado en exclusiva para Sony PlayStation 3 en Japón el 17 de diciembre de 2009, y que salió para PlayStation 3 y Xbox 360 en occidente el 9 de marzo de 2010. Su primera aparición fue en el E³ 2006, donde el juego se caracterizó por mostrar un mundo futurista. El elenco principal está formado por seis personajes: una mujer, nombre código Lightning, el protagonista, quien porta un arma con funciones de espada y pistola; Snow Villiers, un hombre joven de cabello rubio; Oerba Dia Vanille, que porta una especie de látigo; Sazh Katzroy, un hombre de raza negra y mediana edad; Oerba Yung Fang, una misteriosa chica con una marca en el brazo; y Hope Estheim, un joven de pelo blanco.

Motomu Toriyama (director de Final Fantasy X-2) regresa como director para este juego. De acuerdo con Yōichi Wada (presidente de Square-Enix), la historia se enfoca en «aquellos que se resisten al mundo». Final Fantasy XIII y los otros juegos de Fabula Nova Crystallis toman lugar en el mismo universo, pero sin estar directamente relacionados.
- Final Fantasy XIV: A Realm Reborn: Es la continuación del Final Fantasy XI en cuanto al modo de juego de MMORPG. Su primera versión, Final Fantasy XIV 1.0, fue lanzada para PS3 (solo en Japón) y PC el 21 de septiembre del 2010 en todo el mundo. Al no tener mucho éxito fue totalmente rediseñado saliendo a la luz como Final Fantasy XIV: A Realm Reborn 2.0 el 27 de agosto de 2013 en todo el mundo, tanto para PC como PlayStation 3 y también para PlayStation 4 y Steam en abril de 2014. Como en las entregas Final Fantasy XI y Final Fantasy XII no hay combates aleatorios y los enemigos pueden verse en el campo pudiendo ser evitados. Otra novedad es el método utilizado para ejecutar cualquier acción en la versión de PlayStation 3, donde puedes personalizar los botones a tu gusto en varias combinaciones de botones. Cada set de combinaciones puede almacenar hasta 16 acciones, que se utilizan manteniendo pulsado R2 o L2 y pulsando la tecla de la acción que se desee, y hay hasta 8 sets diferentes pudiendo cambiar de uno a otro manteniendo el botón R1 y pulsando cualquiera de los 8 botones del mando (cruceta, X, círculo, cuadrado y triángulo) dando la posibilidad de tener un total de 128 combinaciones de los miles de acciones posibles. Por otra parte a partir del 17 de diciembre de 2013 salió la primera gran actualización, Final Fantasy XIV: A Realm Awoken 2.1 con la que se añadieron varias novedades: la continuación de la historia principal "A Realm Awoken", el retorno de Hildibrand, la compra y el diseño de tierras y casas mediante subasta, que incluye la posibilidad de criar chocobos entre otras cosas, Wolves' Den que es una arena para luchar entre dos equipos de personajes, la caza de tesoros, las misiones de las tribus de bestias, las Duty Roulette que permiten hacer diferentes misiones de forma aleatoria, combates contra monstruos poderosos, el esteticista para cambiar de look al personaje y nuevas mazmorras entre las que está la torre de cristal donde se encuentran enemigos conocidos del Final Fantasy III.
- Final Fantasy XV: es un videojuego del género ARPG desarrollado por Square Enix, para PlayStation 4 y Xbox One. Junto con Final Fantasy XIII, Final Fantasy XIII-2, Final Fantasy Type-0 y Lightning Returns: Final Fantasy XIII, forma parte del proyecto Fabula Nova Crystallis: Final Fantasy. Final Fantasy XV fue llamado durante sus primeras etapas de desarrollo Final Fantasy Versus XIII (ファイナルファンタジー ヴェルサスXIII, Fainaru Fantajī Verusasu Sātīn) pero acabó por convertirse en la decimoquinta entrega de la saga. El juego salió a la venta el 29 de noviembre de 2016.

## Jugabilidad

### Pantallas del juego
Los juegos normalmente tienen varios tipos de pantallas, o modos de interacción, categorizados ampliamente como:
- Pantallas de campo - Estas son donde ocurre la interacción principal entre los personajes, y de hecho es donde ocurre la mayor parte de la exploración del mundo. La mayor parte del diálogo ocurre sobre todo en estas pantallas. Final Fantasy VII marcó el punto en que Final Fantasy tendría gráficos de computadora más realistas, mientras que Dragon Warrior permaneció con el estilo de gráficos animados. Antes de Final Fantasy VII, los juegos eran pseudo ortográficos, con un motor simple de 2D. Final Fantasy VII, Final Fantasy VIII, y Final Fantasy IX usaron fondos pre-renderizados y pre-pintados con modelos en 3D colocados en capas superiores. Final Fantasy X utilizó una pantalla de campo abierto completamente en tercera dimensión, que permitió rotar el ángulo de cámara aun cuando los personajes estuviesen en movimiento.
- Pantallas de batalla - Las batallas ocurren en un tipo diferente de pantalla (o de arena), generalmente con un cambio en la escala y con una "arena" que normalmente representa genéricamente donde está ocurriendo la batalla en el juego (por ejemplo, una batalla al azar en un desierto despliega un contexto del desierto). Las batallas más relevantes (en comparación con la lucha contra monstruos al azar) pueden tener un fondo de batalla especialmente diseñado para esta escena, sin embargo en Final Fantasy VII y las versiones posteriores, estas pantallas son completamente en 3D, usando versiones de los personajes de más alta resolución, pero muy restringidas en cuanto al tamaño. Sin embargo, los escenarios son eliminados en Final Fantasy XII: las secuencias de combate ocurren en la pantalla principal de campo.
- Pantalla del mundo - una pantalla de muy baja escala es usada para simbolizar las grandes distancias de viaje que de otra manera llevarían mucho tiempo para representar. Estas generalmente no están a escala, pues un personaje puede parecer del tamaño de una montaña pequeña. Relativamente ocurre muy poca trama de la historia en estas pantallas, pero son un modo de exploración entretenido, sin embargo, posteriormente suprimieron este tipo de pantalla en la entrega Final Fantasy X y posteriores a esta.
- Cortos o intermedios - Estas escenas son mini películas no interactivas que generalmente muestran el avance de la trama. Pueden o ser vídeos pre-renderizados (FMV), o pueden ser ejecutadas con el mismo motor gráfico que las pantallas de campo. En algunos casos, el vídeo pre-renderizado es foto montado con los gráficos renderizados en tiempo real de las pantallas de campo (full motion video-3D). A partir de Final Fantasy X, los personajes han podido tener voz en esta pantalla.
- Pantalla de menú - Esta pantalla se utiliza para navegar el estado de los personajes, equipo, magia, etc. Esta pantalla es generalmente una tabla azul muy simple, con un apuntador (mano enguantada) para seleccionar las opciones. En algunos juegos, se da la opción para cambiar el color o la textura de las tablas. Los juegos ofrecen a menudo varios minijuegos con sus propios motores gráficos.

### Sistema de batalla
Final Fantasy utilizó muchos elementos de juego de su principal rival, la saga Dragon Quest. Como tal, Final Fantasy utiliza un sistema de batalla basado en turnos y controlado por un menú. La mayoría de los juegos en la saga utilizan un sistema de nivel de experiencia para el desarrollo de los personajes (aunque Final Fantasy II, Final Fantasy X y "Final Fantasy XIII" no lo usaron), y un sistema basado en puntaje para la aplicación de hechizos mágicos (sin embargo Final Fantasy, Final Fantasy III y Final Fantasy VIII usaron diferentes modos). La mayoría de los juegos en la saga (a partir de Final Fantasy III) ofrecieron una variedad de "comandos especiales", además de los comandos tradicionales: "ataque", "defensa", "magia", "usar artículo", y "huir", tales como la capacidad de robar artículos de los enemigos, o la ejecución de un salto de ataque. Estos ataques especiales se integran a menudo en el "sistema de trabajos", que ha aparecido en varios juegos en la saga y spin-offs (Final Fantasy III, Final Fantasy V, Final Fantasy Tactics, Final Fantasy Tactics Advance, y Final Fantasy X-2).
Desde Final Fantasy I a Final Fantasy III ofrecieron un sistema tradicional de turnos para las batallas. El jugador determinaría todos los comandos de batalla al principio de cada ronda de combate, que posteriormente sería realizado basándose en la velocidad de cada personaje. Comenzando con Final Fantasy IV, y continuando hasta Final Fantasy IX (y restablecido en Final Fantasy X-2), fue utilizado el sistema de "batalla en tiempo continuo" (BTC) o "Active Time Battle" (ATB). El sistema de ATB era jugado en tiempo semi-real, y asignaba a cada criatura en el combate una barra de tiempo. Cuando la barra de tiempo específica de un personaje se llenaba, el personaje actuaba, y el contador de tiempo se reiniciaría. Generalmente, cada uno de estos juegos incluyó ambos modos "activo" y "espera": cuando el modo de "espera" era elegido, entonces todo lo relacionado con la actividad de la barra de tiempo se detendría brevemente siempre que el jugador utilizara un submenú para elegir un encantamiento, un artículo, o un ataque especial.
Final Fantasy X abandonó el sistema ATB en favor del sistema de "batalla por turnos variables" (BTV) o "conditional turns battle" (CTB). En el sistema CTB, alinearían a cada criatura en batalla según su velocidad. Ya que esta graduación es exhibida en la pantalla durante la batalla, es posible saber cuándo un personaje o un enemigo tendrá su turno en el combate, y por lo tanto se pueden planificar las batallas por adelantado. El sistema CTB esta siempre en modo de espera, sin ofrecer ninguna barra de tiempo.
Final Fantasy XI ofreció el sistema de "batalla en tiempo real" (BTR) o "real time battle" (RTB), que es similar a la empleada por el juego EverQuest. Al apuntar a un enemigo, un personaje realizaría automáticamente ataques físicos básicos a menos que no fuese instruido por el jugador con otros comandos basados en el menú.
Final Fantasy XII adoptará un sistema similar de combate al de Final Fantasy XI, llamado el sistema de "batalla de dimensión activa" (BDA) o "active dimension battle" (ADB). El sistema es muy similar al sistema de RTB en que los personajes son libres de moverse alrededor durante la batalla, y después de seleccionar a un monstruo, el personaje realiza automáticamente ataques básicos. Sin embargo, hay también una barra de tiempo tipo ATB que muestra cuando puede actuar un personaje, así también como los modos "activos" y de "espera". A diferencia de los juegos anteriores, las batallas en Final Fantasy XI y Final Fantasy XII ocurren en la pantalla de campo, sin tener por separado una pantalla de combate.
También se introduce el sistema de gambits: una lista de órdenes preestablecidas, totalmente personalizables, para que los personajes realicen automáticamente ciertas acciones al darse determinadas situaciones. Ya que con el sistema ADB las batallas son mucho más rápidas que en otras entregas, las reacciones automáticas de los personajes son muy necesarias para el éxito en los combates, y en su adecuada configuración encontramos un nuevo componente estratégico.
Otro gran cambio, es que una vez que el grupo principal ha sido abatido, se puede utilizar a los personajes de relevo para continuar la batalla. Esto permite a los desarrolladores incrementar la dificultad de los enemigos sin que la jugabilidad se resienta.
Final Fantasy XIII tiene el sistema "Command Sinergy", que se modifica la barra "ATB", con la posibilidad de usar más comandos para llenar la barra de tiempo, llamado barra "óptima" y empezar a atacar aunque aquí solo se puede ver la barra del jugador principal (se elige un equipo de 3 personajes de los 6 seleccionables) y ahora solo se controla a un personaje controlando la máquina a los otros 2 (de una forma bastante inteligente, pero usando siempre la lógica más básica), este sistema tiene muchas mejoras, pueden usarse hasta 6 espacios de comandos de acción, pero un comando puede llegar a ser tan grande usando 6, 5, 3, 2 y 1 espacios, y también como en anteriores entregas con este sistema hay habilidades para apresurar, detener o retrasar la barra (prisa, paro o petra, respectivamente).
En el juego Final Fantasy Record Keeper para móviles, vuelve el sistema "ATB" clásico, en vez del sistema "Command Sinergy".
Final Fantasy XIV fue el segundo juego de tipo MMORPG, y reintrodujo el sistema de combate en tiempo real de Final Fantasy XI, de forma que resultara más inmersivo a la hora de jugar. Con algunos cambios evidentes respecto al Final Fantasy XI, y tras una exhaustiva revisión de comandos y velocidad de movimiento fruto del fracaso que resultó ser la primera versión del juego, Final Fantasy XIV: A Real Reborn logró mejorar la jugabilidad. El combate es notablemente más dinámico y veloz, pero sin ser apresurado.
Final Fantasy XV dio un notable salto en lo que a jugabilidad se refiere. El sistema de combate de esta entrega es más parecido al antes visto en la saga Kingdom Hearts, mucho más veloz y dinámico que en entregas anteriores, y casi rayando en sistemas de hack n' slash de videojuegos como Devil May Cry. El juego está enfocado más a la acción; jugabilidad que sería retomada en la adaptación de Final Fantasy VII. Para Final Fantasy XV, el jugador hace uso de un botón para ejecutar la mayoría de combos y habilidades de Noctis, como Lux Impetus o Lux Itineris. Sin embargo, sigue existiendo el menú de Magia y de Objetos, accesible en cada combate, así como la posibilidad de cambiar de armas que otorgar mejoras y efectos para cada momento de una confrontación. Una de las ventajas de este nuevo sistema de combate es que, a pesar de ser en tiempo real enfocado a la acción sin parar, también ofrece una interfaz táctica que pausa el juego para centrar los ataques en un solo rival y pensar mejores movimientos. Sin embargo, esta interfaz es temporal y los combates no podrán ejecutarse de esta forma en su totalidad.
Según lo visto en el teaser trailer de Final Fantasy XVI, que verá la luz en algún punto para PC y PS5, el sistema de batalla retoma la acción en tiempo real, y esta vez las dosis de movilidad y acción aumentarán. El tráiler nos ofrece una acción más dinámica que en Kingdom Hearts y Final Fantasy XV, para ser casi en su totalidad un hack n' slash. Los combos aéreos y largas cadenas de ataques combinados con magia son gracias en gran parte a que el director de combate de videojuegos como Devil May Cry 5 y Dragon's Dogma, Ryota Suzuki, se incorporó recientemente a Square-Enix.

## Recepción

### Críticas
Aunque la saga es muy popular, no está exenta de críticos. Algunos la acusan de tener historia con una estructura rígida y a menudo lineal (uso excesivo de animaciones de vídeo) Pero esta linealidad, según otros aficionados, es lo que hace más interesante a la historia. Las más criticadas son las versiones más recientes, posteriores a Final Fantasy X. Los defensores de estos juegos discuten a menudo que las recepciones negativas se pueden atribuir a la nostalgia, aunque esto es discutido, ya que si bien es cierto que los juegos más contemporáneos en el tiempo han sido más complejos, es algo sabido que éstos han pasado desapercibidos, mientras que los juegos anteriores a Final Fantasy X-2 han constituido hitos en la historia de los RPGs de la época, por lo que es fácil atribuirles a los nuevos juegos una mayor jugabilidad, que entendida en la actualidad es insuficiente, algo que no ocurría con los viejos números de la saga, los cuales fueron una innovación en el mercado de juego RPG de su tiempo (apuntando sobre todo a Final Fantasy VI, Final Fantasy VII, Final Fantasy VIII y Final Fantasy IX).
Muchos antiguos fanáticos de la serie inculparon a una degradación en la calidad de diseño a la salida del diseñador Yoshitaka Amano después de Final Fantasy VI. Tetsuya Nomura, quien ha estado a cargo del diseño de personajes para la mayoría de las sagas posteriores a Final Fantasy VII, ha sido criticado por los fanáticos de Amano, especialmente aquellos que sienten que los diseños de Nomura parecen demasiado juveniles cuando son comparados con el trabajo de Amano. Han comenzado a emerger quejas similares acerca de la salida del compositor de la saga, Nobuo Uematsu. Final Fantasy XII no tiene ni a Amano ni a Nomura como diseñadores de personajes, por el contrario, cuenta con Akihiko Yoshida como diseñador principal.
Cada juego toma un diverso acercamiento en cuanto a jugabilidad e historia. Esto mantiene a la saga con una sensación de que no existen secuelas auténticas, por lo que fanáticos de determinado juego de la saga pueden no tener el gusto por otros juegos en la misma. De las versiones más recientes, Final Fantasy XI y Final Fantasy X-2 han sido señaladas con más frecuencia en cuanto a críticas: Final Fantasy XI por cambiar a un formato de MMORPG y Final Fantasy X-2 por su estado como la primera secuela directa de un juego Final Fantasy.
A pesar de todos estos puntos, esta saga no deja de ser una de las sagas más valoradas por la prensa especializada. Prácticamente todas las entregas pertenecientes a la saga numérica principal, salvo quizá Final Fantasy XI, han recibido grandes puntuaciones, a la altura de los mejores juegos de sus respectivas consolas. Concretamente, la penúltima entrega hasta ahora, Final Fantasy XII, recibió una nota perfecta de 40/40 en la revista japonesa Famitsu, la más valorada en el mundo de los videojuegos. Unanimidad ha habido también en el resto de mercados, tanto estadounidense como europeo, que no han dudado en calificarlo como uno de los mejores juegos de PlayStation 2, y posiblemente la mejor entrega de esta serie desde Final Fantasy X.

### Ventas
- 12/07/87 Final Fantasy I: 2.490.000 unidades
- 17/12/88 Final Fantasy II: 1.730.000 unidades
- 27/04/90 Final Fantasy III: 3.801.000 unidades
- 19/06/91 Final Fantasy IV: 4.453.112 unidades
- 06/12/92 Final Fantasy V: 3.072.000 unidades
- 02/04/94 Final Fantasy VI: 4.002.000 unidades
- 31/01/97 Final Fantasy VII: 16.080.000 unidades
- 11/02/99 Final Fantasy VIII: 8.864 000 unidades
- 07/07/00 Final Fantasy IX: 5.761.000 unidades
- 19/07/01 Final Fantasy X: 8.005.113 unidades
- 13/03/03 Final Fantasy Ｘ－２: 7.003.000 unidades
- 16/05/02 Final Fantasy XI: 3.515.000 Unidades
- 16/03/06 Final Fantasy XII: 5.296.000 unidades
- 17/12/09 Final Fantasy XIII: 7.700.000 unidades
- 15/12/11 Final Fantasy XIII-2: 3.555.550 unidades
- 23/11/13 Lightning Returns Final Fantasy: 1.007.000 unidades
- 29/09/13 Final Fantasy XIV: 10.210.431 unidades
- 29/11/16 Final Fantasy XV: 10.000.000 unidades

Sumando todos los capítulos de la saga, en todo el mundo se han vendido más de 400 millones de copias de los juegos Final Fantasy siendo una de las franquicias de videojuegos más vendidas de la historia.

### Reconocimientos
En 2012 la revista Forbes incluyó a la banda sonora de la saga de Final Fantasy en la lista de los doce mejores soundtracks de videojuegos de todos los tiempos.

## Videojuegos & Contenidos

### Saga principal
| Año  | Juego                                                   | Plataformas                                                                |
| ---- | ------------------------------------------------------- | -------------------------------------------------------------------------- |
| 1987 | Final Fantasy                                           | NES - MSX2 (1989) - PSP (2007) - Android/iOS (2012)                        |
| 1988 | Final Fantasy II                                        | NES - PSP (2007) - Android/iOS (2011)                                      |
| 1990 | Final Fantasy III                                       | NES - Nintendo DS (2006) - Android/iOS (2011) - PSP (2011)                 |
| 1991 | Final Fantasy IV                                        | SNES - GBA (2005) - Nintendo DS (2007) - PSP (2011) - iOS (2012) - Android |
| 1992 | Final Fantasy V                                         | SNES - PlayStation (1999) - GBA (2006) - Android/iOS (2013)                |
| 1994 | Final Fantasy V: La Leyenda de los Cristales            | VHS                                                                        |
| 1994 | Final Fantasy VI                                        | SNES - PlayStation (1999) - GBA (2006) - Android/iOS                       |
| 1997 | Final Fantasy VII                                       | PlayStation - PC - Android/iOS - Nintendo Switch                           |
| 1999 | Final Fantasy VIII                                      | PlayStation - PC - Nintendo Switch                                         |
| 2000 | Final Fantasy IX                                        | PlayStation - Android/iOS                                                  |
| 2001 | Final Fantasy X                                         | PS2 - PS3 - PC (2016)                                                      |
| 2002 | Final Fantasy XI Online                                 | PS2 - PC - Xbox 360 (2006)                                                 |
| 2003 | Final Fantasy X-2                                       | PS2 - PS3                                                                  |
| 2004 | Before Crisis: Final Fantasy VII                        | Android/iOS                                                                |
| 2005 | Final Fantasy VII: Advent Children                      | DVD - UMD                                                                  |
|      | Dirge of Cerberus Lost Episode: Final Fantasy VII       | Android/iOS                                                                |
|      | Final Fantasy VII: Last Order                           | DVD - UMD                                                                  |
|      | On the Way to a Smile                                   | Libro                                                                      |
|      | The Maiden who Travels the Planet                       | Libro                                                                      |
| 2006 | Final Fantasy XII                                       | PS2                                                                        |
|      | Dirge of Cerberus: Final Fantasy VII                    | PS2                                                                        |
| 2008 | Final Fantasy XII: Revenant Wings                       | Nintendo DS                                                                |
|      | Crisis Core: Final Fantasy VII                          | PSP                                                                        |
| 2009 | Final Fantasy XIII                                      | PC - PS3 - Xbox 360 (2010)                                                 |
|      | Final Fantasy IV: The After Years                       | WiiWare (2009) - PSP (2011) - Android/iOS (2011)                           |
|      | Final Fantasy VII: Advent Children Complete             | BD                                                                         |
|      | On the Way to a Smile Episode Denzel: Final Fantasy VII | BD                                                                         |
|      | Final Fantasy Fragments of Before                       | Libro                                                                      |
| 2011 | Final Fantasy XIII-2                                    | PC - PS3 - Xbox 360                                                        |
| 2013 | Lightning Returns: Final Fantasy XIII                   | PC - PS3 - Xbox 360                                                        |
|      | Final Fantasy XIV: A Realm Reborn                       | PC - PS3 - PS4 (2014)                                                      |
| 2014 | Final Fantasy Fragments of After                        | Libro                                                                      |
| 2015 | Final Fantasy XIV: Heavensward                          | PC - PS3 - PS4                                                             |
| 2016 | Final Fantasy XV                                        | PC - PS4 - Xbox One                                                        |
|      | Brotherhood Final Fantasy XV                            | Minianime Online                                                           |
|      | Kingsglaive Final Fantasy XV                            | DVD - BD - Descarga digital                                                |
| 2017 | Final Fantasy XIV: Stormblood                           | PC - PS4                                                                   |
| 2019 | Final Fantasy XIV: Shadowbringers                       | PC - PS4                                                                   |
| 2023 | Final Fantasy XVI                                       | PC - PS5                                                                   |

### Saga Crystal Chronicles
| Año  | Juego                                                   | Plataformas      |
| ---- | ------------------------------------------------------- | ---------------- |
| 2003 | Final Fantasy Crystal Chronicles                        | GameCube         |
| 2007 | Final Fantasy Crystal Chronicles: Ring of Fates         | Nintendo DS      |
| 2008 | Final Fantasy Crystal Chronicles: My Life as a King     | WiiWare          |
| 2009 | Final Fantasy Crystal Chronicles: Echoes of Time        | Wii, Nintendo DS |
| 2009 | Final Fantasy Crystal Chronicles: My Life as a Darklord | WiiWare          |
| 2009 | Final Fantasy Crystal Chronicles: The Crystal Bearers   | Wii              |

### Saga Tactics
| Año  | Juego                                          | Plataformas           |
| ---- | ---------------------------------------------- | --------------------- |
| 1997 | Final Fantasy Tactics                          | PlayStation (consola) |
| 2003 | Final Fantasy Tactics Advance                  | GBA                   |
| 2007 | Final Fantasy Tactics A2: Grimoire of the Rift | Nintendo DS           |

### Saga Legend
- The Final Fantasy Legend (1989)
- Final Fantasy Legend II (1990)
- Final Fantasy Adventure (1991)
- Final Fantasy Legend III (1991)

### Otros juegos
- Final Fantasy Mystic Quest (1992 - SNES)
- Chocobo Racing (1999 - Playstation)
- Final Fantasy Fables: Chocobo tales (2006)
- Final Fantasy Fables: Chocobo's Dungeon (Wii) (2007)
- Crystal Defenders (2008)
- Crystal Defenders: Vanguard Storm (2009)
- Dissidia: Final Fantasy (2009 - PSP)
- Final Fantasy The 4 Heroes of Light (2010 - Nintendo DS)
- Final Fantasy Type-0 (2011)
- Theatrythim Final Fantasy (2011)[8]
- Dissidia Duodecim: Final Fantasy (2011 - PSP)
- Final Fantasy Dimensions (2012 - IOS/Android)
- Final Fantasy Airborne Brigade(2012 - IOS/Android)
- Final Fantasy DIMENSIONS (2012 IOS/Android)
- Pictologica Final Fantasy (2013 IOS/Android)
- Final Fantasy All the Bravest (2013)
- Final Fantasy Explorers (2014 - Nintendo 3DS)[9]
- Theatrhythm Final Fantasy: Curtain Call (2014)[10]
- Final Fantasy Record Keeper (2015 - IOS/Android)
- Dissidia: Final Fantasy (2015 - Arcade, TBA - PS4)
- Final Fantasy: Brave Exvius (2016 IOS/Android)
- World of Final Fantasy (2016 - Vita/PS4)

### Reediciones y Nuevas versiones
- Final Fantasy Anthology (1999 - Playstation) incluye Final Fantasy V y Final Fantasy VI. (versión EEUU)
- Final Fantasy VI (1999 - Playstation)
- Final Fantasy Chronicles (2001 - Playstation) incluye Final Fantasy IV y Chrono Trigger (versión EEUU)
- Final Fantasy Anthology (2002 - Playstation) incluye Final Fantasy IV y Final Fantasy V, (edición europea)
- Final Fantasy Origins (2002 - Playstation) incluye Final Fantasy I y Final Fantasy II.
- Final Fantasy I & II: Dawn of Souls (2004 - GBA) incluye Final Fantasy I y Final Fantasy II.
- Final Fantasy IV Advance (2005 - GBA)
- Final Fantasy V Advance (2006 - GBA)
- Final Fantasy VI Advance (2006 - GBA)
- Final Fantasy III, 3D Adaptación (2006 - DS, 2011 - IOS, 2012 - Android, 2012 - PSP, 2013 - Ouya, 2014 - PC)
- Final Fantasy IV, 3D Adaptación (2007 - DS, 2012 - IOS, 2013 - Android, 2014 - PC) Adaptación
- Final Fantasy Tactics: The War of the Lions (2007 - PSP, 2011 - IOS y Android)
- Final Fantasy I. Anniversary Edition. (2007) remake
- Final Fantasy II. Anniversary Edition. (2007) adaptación
- Final Fantasy IV: The After Years(2008 -WiiWare, 2015 - PC)
- Final Fantasy I, HD Adaptación (2010 - IOS, 2012 - Android)
- Final Fantasy II, HD Adaptación (2010 - IOS, 2012 - Android)
- Final Fantasy IV Complete (2011 - PSP)
- Final Fantasy X/X-2 HD Remaster (2013 - PS3, Vita, 2015 - PS4, 2016 - PC)
- Final Fantasy V, HD Adaptación (2013 - IOS y Android, 2015 - PC)
- Final Fantasy VII (Relanzamiento en Steam) (2013)
- Final Fantasy VIII (Relanzamiento en Steam) (2013)
- Final Fantasy VI, HD Adaptación (2014 - IOS y Android, 2015 - PC)
- Final Fantasy IX (Relanzamiento en Steam) (2016)
- Final Fantasy Type-0 HD (2015 - PC, PS4 y Xbox One)
- Final Fantasy VIII Remastered (2019 - PS4, Xbox One, Switch y Steam)
- Final Fantasy VII Remake (2020 - PS4)
- Final Fantasy XVI (2023 - PS5)
- Final Fantasy I, Pixel Remaster (2021 - IOS, Android, Steam)
- Final Fantasy II, Pixel Remaster (2021 - IOS, Android, Steam)
- Final Fantasy III, Pixel Remaster (2021 - IOS, Android, Steam)
- Final Fantasy IV, Pixel Remaster (2021 - IOS, Android, Steam)
- Final Fantasy V, Pixel Remaster (2021 - IOS, Android, Steam)
- Final Fantasy VI, Pixel Remaster (2022 - IOS, Android, Steam)